# Radikálová polymerizace řízená kobaltem
Radikálová polymerizace řízená kobaltem je druh radikálové polymerizace, kdy se používají katalyzátory založené na kobaltu. Tyto polymerizace se vyznačují pomalejším průběhem, který umožňuje tvorbu polymerů s neobvyklými vlastnostmi.
Radikálovými polymerizacemi se vyrábí kolem poloviny všech polymerů. Oproti ostatním druhům mají radikálové polymerizace několik výhod:
- Spektrum použitelných monomerů je široké.
- Do reakcí lze zapojit sloučeniny s nejrůznějšími funkčními skupinami
- Polymerizace mohou probíhat v širokém rozmezí teplot (–100 až >200 °C).
- Lze je uskutečnit za různých podmínek, například v roztoku, emulzi, nebo suspenzi.
- Reakce se snadno provádějí a mívají nízké náklady.

Nevýhodou (běžných) radikálových polymerizací je nemožnost řízení molekulových hmotností a jejich rozdělení. Obvykle se vyžaduje úzké rozdělení molekulových hmotností (Mw/Mn),protože široké rozdělení by vedlo k horším vlastnostem vzniklého polymeru; běžné radikálové polymerizace také nedovolují tvorbu blokových kopolymerů. Uvedené nedostatky lze překonat pomocí živých či řízených radikálových polymerizací, jako jsou radikálové polymerizace řízené kobaltem; ty se vyznačují širokým rozsahem použitelných substrátů, jako jsou akryláty, vinylestery, vinylacetát, akrylonitrily a vinylpyrolidon, i reakčních podmínek a (u některých katalyzátorů mohou probíhat velmi rychle, rychlostmi srovnatelnými s běžnými neřízenými radikálovými polymerizacemi.
Nejčastěji se při těchto reakcích jako katalyzátory používají kobaltoximy, porfyrinové komplexy kobaltu a kobaltnaté acetylacetonáty.
Kobalt může radikálové polymerizace řídit třemi mechanismy:
1. Katalytickým přenosem řetězce
2. vratnou terminací
3. degenerativním přenosem.

## Historie
Řízení radikálových polymerizací kobaltem prostřednictvím katalytického přenosu řetězce bylo objeveno v roce 1975. V roce 1994 následoval objev vratné terminace. Pozdější výzkum byl zaměřen na degenerativní přenos a jeho kombinace s vratnou terminací.

## Vratná terminace
Radikálové polymerizace řízené kobaltem často využívají často využívají slabé vazby C-CoIII. Radikálový iniciátor obsahující takovou vazbu se snadno (působením tepla nebo světla) přemění na uhlíkatý a kobaltnatý radikál. Uhlíkatý radikál spustí tvorbu polymerního řetězce z monomeru CH2=CHX. Kobalt má tu neobvyklou vlastnost, že se může vratně navázat na uhlíkatý radikál na konci narůstajícího řetězce, čímž se minimalizuje koncentrace radikálů, což vede k výraznému omezení terminací spojením dvou uhlíkatých radikálů. Sloučenina kobaltu, která zachytává radikály, se označuje jako stálý radikál a zachycený polymerní řetězec je neaktivní. Tento mechanismus se nazývá vratná terminace. Pokud monomer neobsahuje protony snadno odštěpitelné kobaltovými radikály, pak je omezen i přenos řetězce a reakce se blíží k živé polymerizaci.

## Katalytický přenos řetězce
Katalytický přenos řetězce umožňuje vytvářet kratší polymerní řetězce než u běžné radikálové polymerizace. Při tomto postupu se do směsi monomeru a radikálového iniciátoru přidávají přenosová činidla. Katalytický přenos řetězce probíhá skrz přenos atomů vodíku z rostoucího polymerního radikálu na kobaltnatý komplex,čímž vzniká polymer s vinylovou koncovou skupinou a hydrid kobaltu (rovnováha 2). Hydrid následně reaguje s monomerem za vzniku nové molekuly obsahující vazbu CoIII-alkyl, která iniciuje nový polymerní radikál (vratná terminace, rovnováha 1). Hlavními produkty těchto reakcí jsou polymery s vinylovými koncovými skupinami, kratší než u jiných druhů radikálové polymerizace.

## Degenerativní přenos
Jednou z nevýhod řízené radikálové polymerizace je pomalý průběh. Řiditelnosti polymerizace se často dosahuje prodloužením životnosti narůstajícího polymerního radikálu jeho udržováním v neaktivním stavu po většinu reakční doby; činidlo zajišťující řízenost tak výrazně snižuje celkovou rychlost polymerizace. Některé radikálové polymerizace řízené kobaltem ovšem probíhají jiným mechanismem, nazývaným degenerativní přenos, při němž řízená radikálová polymerizace probíhá podobně rychle jako neřízená.
Degenerativní přenos je založen na velmi rychlé výměně rovnováhy mezi malými radikály (průběžně přidávanými do roztoku) a neaktivními polymerními radikály.
Systémy využívající degenerativní přenos nevyužívají stálé radikály; místo toho aktivní propagující radikály rychle přecházejí do neaktivního stavu. Aktivace jednoho polymerního řetězce současně deaktivuje jiný řetězec. Pokud je tato výměna mnohem rychlejší než polymerizace (s rychlostí kp), tak prakticky všechny polymery narůstají stejně rychle. Vzhledem k tomu, že velké řetězce se difundují výrazně pomaleji než malé radikály, a skrz spojování nebo disproporcionace radikálů (jež jsou reakcemi druhého řádu) se terminují mnohem pomaleji, tak se vytváří dlouhé řetězce na kobaltu, zatímco malé radikály se neustále terminují. Tímto vzniká úzké rozdělení molekulových hmotností polymeru při rychlém průběhu polymerizace.
Degenerativní přenos je asociativním procesem, při kterém CoIII(por)(alkyl)ové řetězce vyvolávají tvorbu 6-koordinovaných meziproduktů. Co(por)(alkyl)2 meziprodukty strukturou odpovídají radikálovým aduktům CoIII(por)(alkyl).
Radikálové polymerizace s degenerativním přenosem jsou řiditelné i za velkých přebytků radikálových iniciátorů.